# Swertia piloglandulosa
Swertia piloglandulosa är en gentianaväxtart. Swertia piloglandulosa ingår i släktet Swertia och familjen gentianaväxter.

## Underarter
Arten delas in i följande underarter:
- S. p. biovulata
- S. p. piloglandulosa